# Anopheles guarao
Anopheles guarao är en tvåvingeart som beskrevs av Anduze och Capedevielle 1949. Anopheles guarao ingår i släktet Anopheles och familjen stickmyggor.
Artens utbredningsområde är Venezuela. Inga underarter finns listade i Catalogue of Life.